# Campo di concentramento di Ebensee

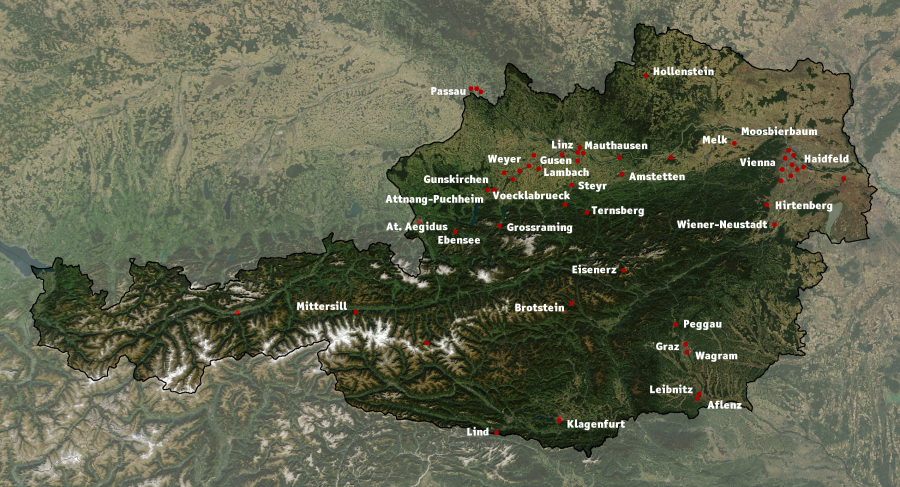
Mappa dei sottocampi del lager di Mauthausen.

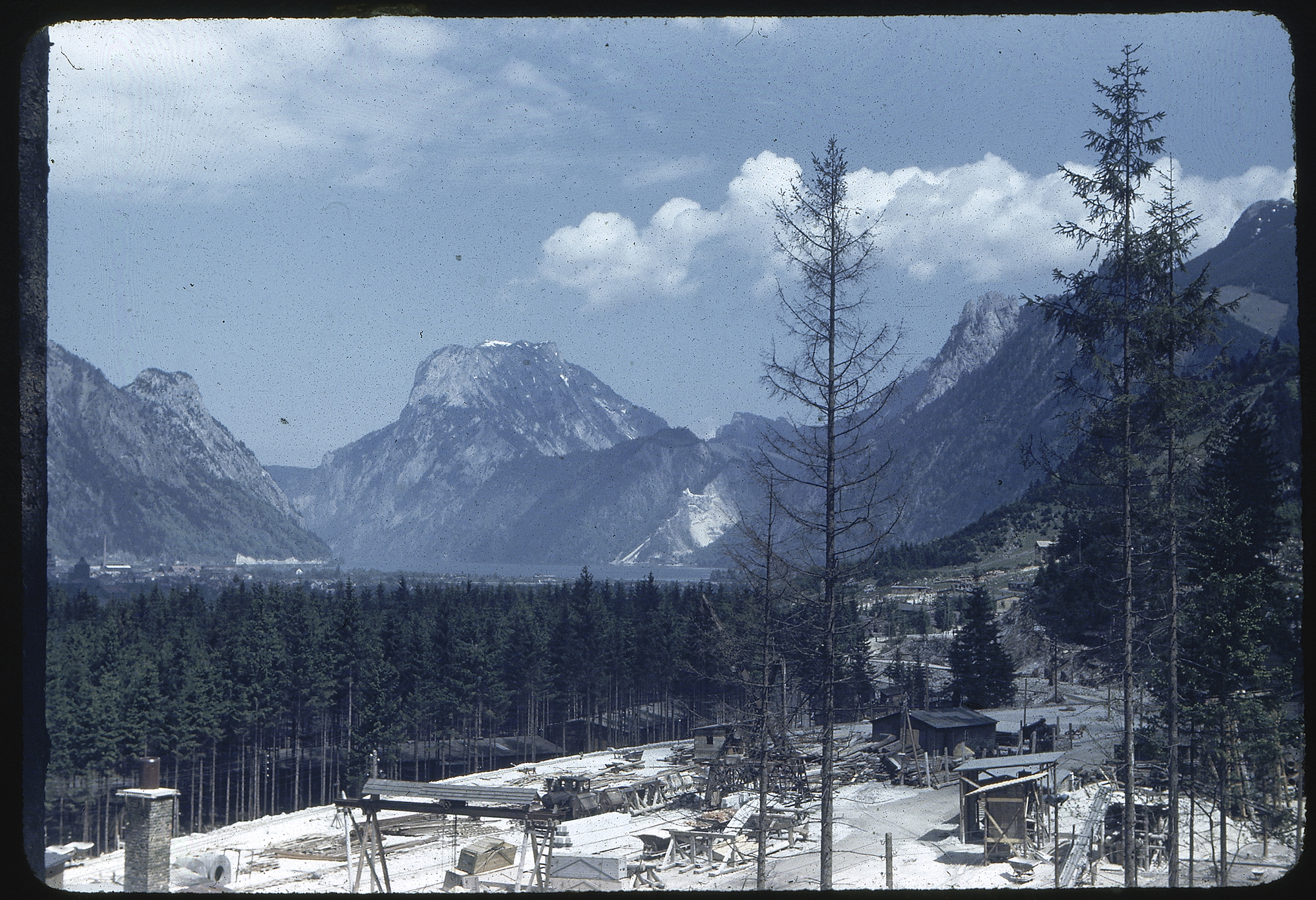
Campo di concentramento di Ebensee nel 1945

Il campo di concentramento di Ebensee in Alta Austria è stato, assieme a quello di Melk, uno dei più importanti sottocampi del campo di concentramento di Mauthausen. La sua nascita fu voluta da Hitler nel 1943 come sede alternativa a quella di Peenemünde per la fabbricazione dei missili balistici V2. Per questo i prigionieri furono impiegati per scavare gallerie nelle montagne circostanti. Il campo venne liberato da una divisione corazzata della 3ª Armata dell'esercito americano il 7 maggio 1945, un giorno prima di quello di Mauthausen.

## Storia

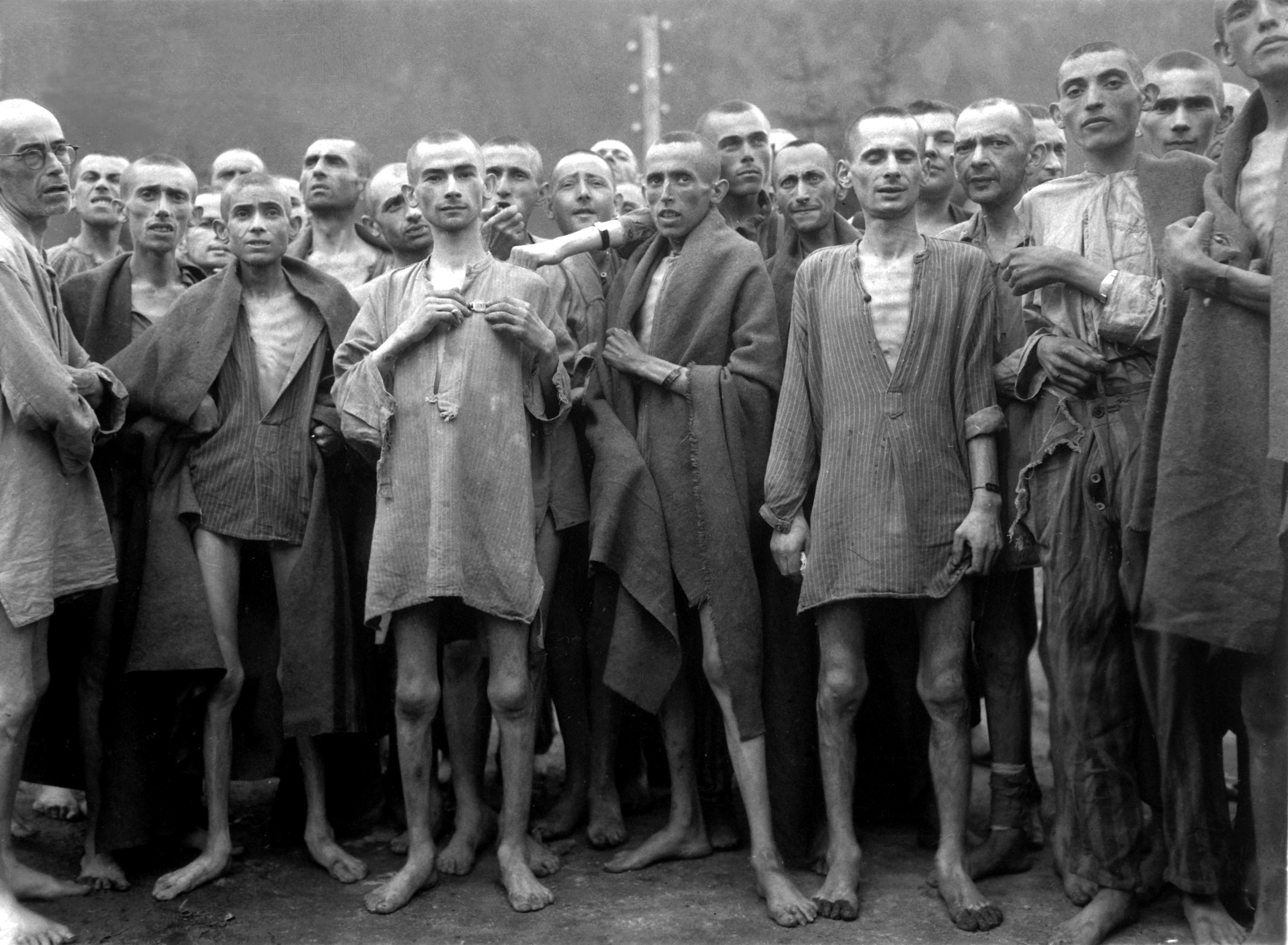
Dei superstiti di Ebensee

Nella notte fra il 17 e il 18 agosto 1943, il complesso industriale per la fabbricazione dei missili V2 a Peenemünde fu pesantemente bombardato dall'aviazione inglese ("operazione Hydra"). Benché il bombardamento non fosse riuscito a danneggiare irrimediabilmente le installazioni industriali, Hitler decise comunque di trovare un sito alternativo la cui progettazione fu affidata all'architetto e generale delle Waffen-SS Hans Kammler. Fu così che nel novembre 1943, giunsero a Ebensee dal campo di concentramento di Mauthausen 500 prigionieri che iniziarono a costruire i dormitori e i cunicoli sotterranei dove insediare le officine delle V2, cunicoli che si inoltravano anche fino a 250 m sotto ai monti Hochkogel e Erlakogel e che erano fra loro comunicanti. Furono scelti nomi di copertura quali Zement (cemento), Kalkstein (calcare), Solvay, Dachs II (tetti) e Taube I (colomba). Tuttavia non si giunse mai a produrre missili; furono invece installate una raffineria di petrolio e officine per la produzione di elementi per carri armati della Steyr-Daimler-Puch AG.
Si succedettero diversi comandanti. I principali furono Otto Riemer, alcoolizzato e sadico e Anton Ganz, che faceva lavorare fino allo sfinimento anche gli ammalati gravi.

## I prigionieri

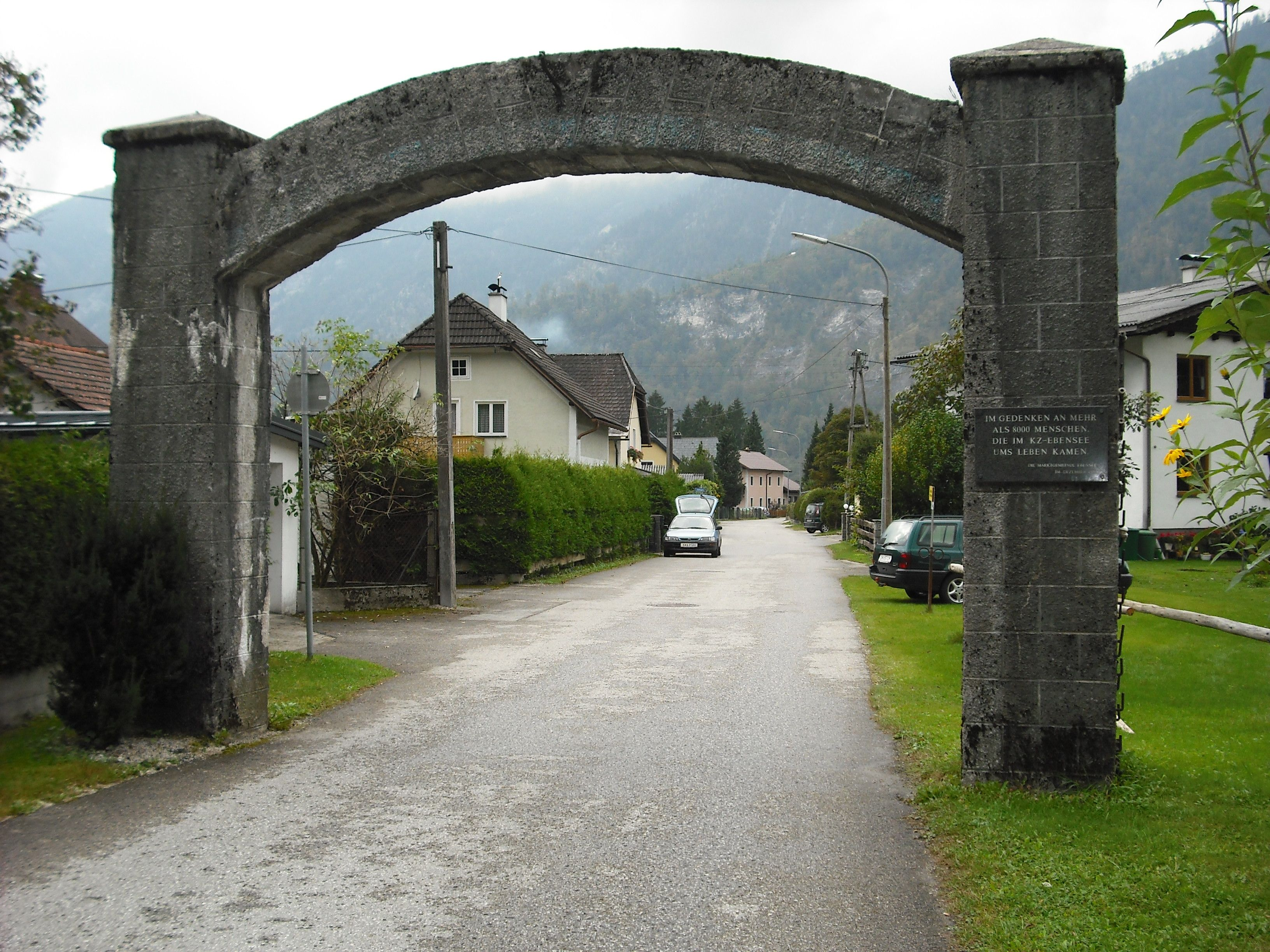
Ebensee - Portale d'ingresso al campo

Il vestiario era pessimo, specie durante il lungo inverno; quando gli internati erano pochi, tutti inizialmente avevano gli zoccoli di legno, tipici dei lager, ma quando il numero dei prigionieri aumentò, la gran parte di essi rimase scalza. Chi fabbricava scarpe con stracci era accusato di sabotaggio e veniva frustato o ucciso. 
Anche l'alimentazione era del tutto insufficiente, limitandosi ad appena 700 kcal, di solito composta da 250 grammi di pane di segale e margarina, oppure una zuppa di carote o di cavolo spesso con bucce di patate;  era assolutamente minima, considerando che oltretutto i prigionieri erano costretti a lavorare tra le 10 e le 12 ore al giorno, e che erano inoltre oggetto di continue angherie e violenze da parte dei kapos (kamradenpolizei,detenuti che torturavano gli altri detenuti sotto ordine delle SS e per qualche premio come dei vestiti più pesanti).
Nei primi mesi di esistenza del lager i morti venivano trasportati a Mauthausen e lì cremati; ma l'elevatissima mortalità rese indispensabile la costruzione di un forno crematorio all'interno dello stesso campo di Ebensee.
Il massimo della popolazione del lager fu raggiunto nell'aprile del 1945 con 18.509 prigionieri. Dei complessivi 27.000 prigionieri più di 8.000, dunque quasi un terzo, morirono ad Ebensee, fra cui 552 italiani, su un totale di 955. 
La maggioranza dei detenuti furono polacchi, cecoslovacchi, sovietici, francesi ed italiani. Gli ebrei costituirono il 30-40% della popolazione.
Fra i deportati italiani, uno dei più conosciuti è stato Shlomo Venezia che vi giunse essendo partito da Birkenau ed essendo passato per Mauthausen e per il sottocampo di Melk, in una lunga marcia della morte. Come ricorda Venezia, il comandante del campo il 6 maggio, annunciò agli internati che i tedeschi avrebbero combattuto contro gli statunitensi, e che per proteggersi i prigionieri potevano entrare nelle fabbriche sotto la montagna. Gli internati, capendo che avrebbero fatto esplodere le gallerie, si rifiutarono così decisamente che al comandante e agli ufficiali non rimase altro che fuggire. L'indomani il campo fu liberato.
Giova menzionare tra i deportati italiani: Cesare Salvestroni, componente della Giunta Militare del Comitato di Liberazione Nazionale, e la figura di Roberto Lepetit industriale milanese antifascista, tradito per la sua attività di raccordo con i partigiani del CNL e qui morto il 4 maggio del 1945, appena tre giorni prima della liberazione del lager.
Il forno crematorio non era riuscito a smaltire tutti i corpi: 1.179 furono sepolti dopo la liberazione in una fossa comune.

### Progetto Zement
I lavoratori provenivano dal vicino campo di Mauthausen, dove questi venivano affidati alle ditte lavoratrici direttamente dalle SS. I lavoratori venivano qui categorizzati in: kapos (KA), operai qualificati (FA), manovali (HA). I primi prigionieri giunti il 18 novembre 1943 per lo scavo dei primi tunnel erano 500 prigionieri, ma furono impiegati inizialmente per la costruzione del campo di lavoro SS Zement, costretti a lavorare senza cappotto, guanti ma con zoccoli di legno. Solamente nel gennaio 1944 la costruzione del lager fu terminata ed erano state erette circa 15 baracche per l'alloggio, infatti al loro interno vi erano letti a castello disposti su tre livelli, dove potevano contenere fino a 500 lavoratori; alla fine, data la presenza di 18.509 prigionieri, il numero di baracche aumento' a 32 e in ognuna di queste dovevano dormire fino a 1.000 prigionieri.
Lo scavo delle gallerie risultava particolarmente massacrante oltre che pericoloso. Qui vi erano anche circa 1000 civili tedeschi che avevano a disposizione circa dieci o più prigionieri per effettuare i lavori a loro ordinati. Il progetto elaborato dall'ingegnere Fiebinger di Vienna prevedeva due differenti centri di sviluppo e produzione: 
- A: per i missili Aggregat 4 con un volume pari a 220.000 metri cubi;
- B: per il missile intercontinentale A9, di 77.000 metri cubi.

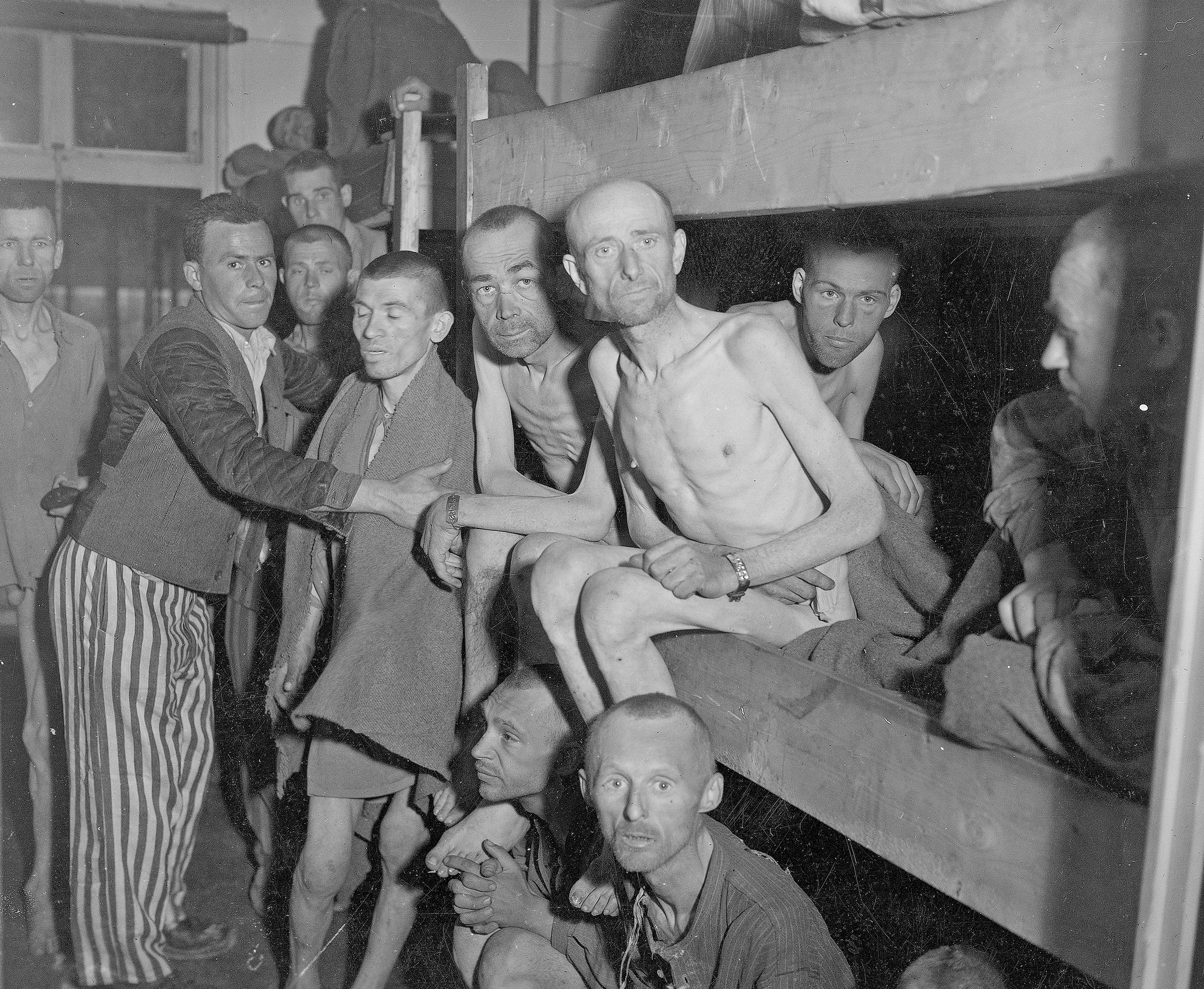
Prigionieri affamati nel campo di concentramento di Ebensee

Questi due centri dovevano essere ultimati e funzionanti dalla fine del 1944, ma rimasero incompiuti.
Con il 6 luglio 1944, le gallerie che allora misuravano 482 m, si decise che dovevano contenere le fabbriche che erano già state bombardate dagli Alleati. In particolare, il 1º agosto 1944 presso il centro A iniziavano i lavori dell'impianto per la produzione 
di carburante, che inizio' ad operare solamente il 5 febbraio 1945 soprattutto utilizzando macchine provenienti da altre fabbriche, tra cui quelle francesi, polacche e italiane, in particolare da Livorno. Hitler, dopo il bombardamento di Londra del 1944, decise di continuare lo sviluppo nel campo missilistico. La Elektromechanische Werke si propose di realizzare nel centro B, allora di 20.000 m3, a 30.000 m3 e di produrre una postazione per missile chiamata Salamander. Nel dicembre del 1944 il Rustungsstab decise di trasferire la produzione degli impianti della Steyr-Daimler-Puch nelle gallerie di Loosdork di Melk e a Ebensee. In particolare, per quanto riguarda il centro B:
- nelle gallerie 1 e 2: la Nibelungen Werke (azienda del gruppo Steyr–Daimler–Puch) produceva freni per i carri armati;
- nelle gallerie 4 e 5: venivano installate più di 200 macchine per produrre parti dei motori per camionette e carri armati.

## Dopo la guerra

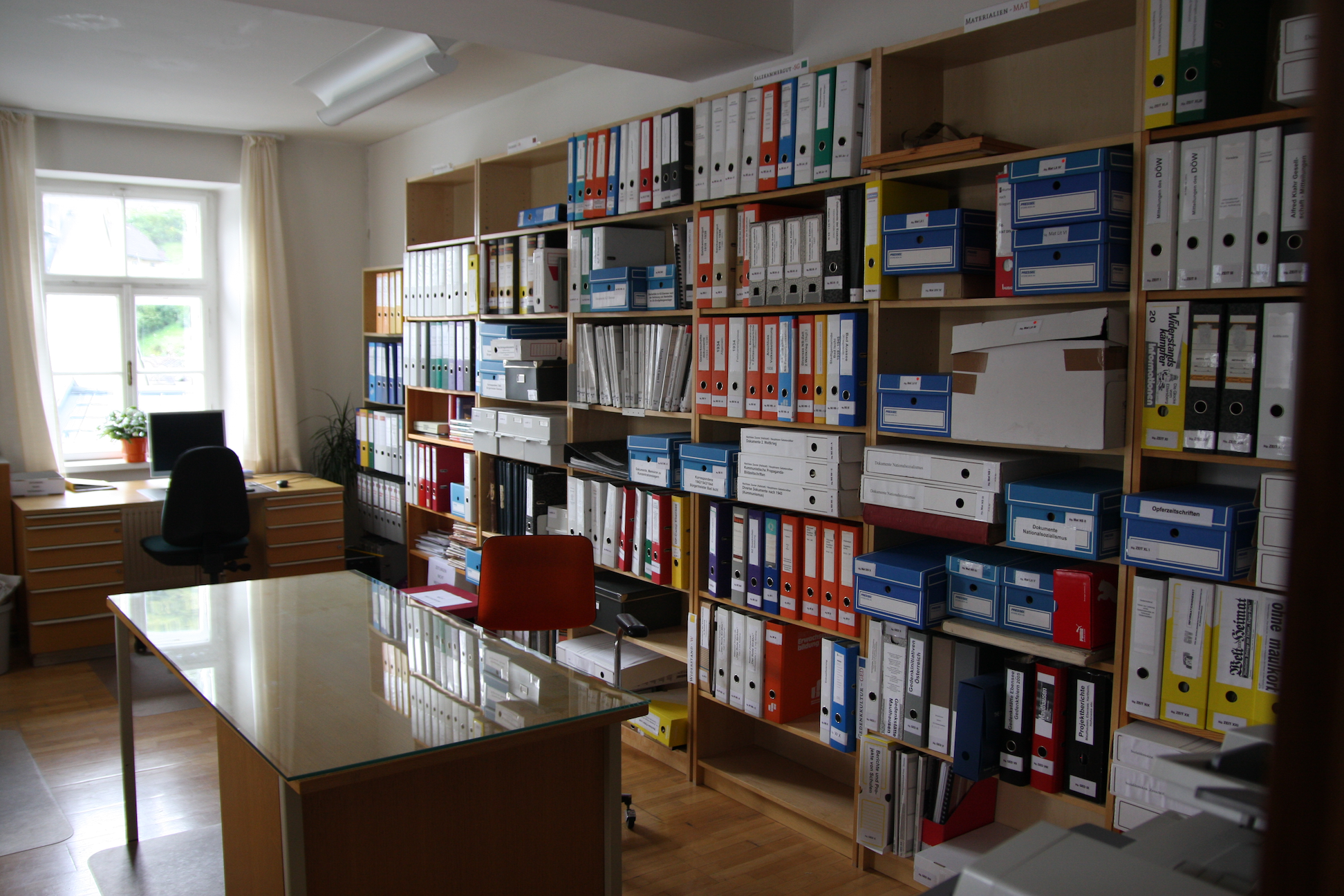
Una stanza del museo

Poco dopo la fine della guerra il lager fu smantellato e in gran parte lottizzato per costruirvi villette private.
Oggi il cimitero commemorativo, dove si svolgono ogni anno le celebrazioni della liberazione del lager, lo Zeitgeschichte Museum Ebensee (il museo di storia contemporanea) e una delle gallerie adibita a mostra permanente, sono a disposizione del visitatore come testimonianza delle tragedie del periodo nazista.
A Prato, città gemellata con Ebensee, da dove furono deportate più di 100 persone che finirono nel lager, esiste il Museo della deportazione che documenta le vicende storiche legate al fenomeno delle deportazioni nella Germania nazista.

## Film
- Luci nel Buio, documentario del 2003 per la regia di Gabriele Cecconi. Esso documenta la vita al campo di Ebensee del prigioniero italiano Roberto Castellani.